# Label Distribution Protocol
Label Distribution Protocol（ラベル ディストリビューション プロトコル、略：LDP）は、MPLS網内の LSR 間でラベルを配布するために使用されるプロトコル。IETF の RFC 3036 によって最初に公開され、現在は RFC 5036 に記載されている。

## 概要
LDPは、MPLS網内でラベルを配布することを目的としている。Interior Gateway Protocol（IGP）によって提供されるルーティング情報に依存しており、内部ラベル及び外部ラベルの両方を配布することができる。